# Asclepíades de Tràgil
Asclepíades de Tràgil (grec antic: Ἀσκληπιάδης, llatí: Asclepiades) fou un escriptor grec de Tràgil (Tràcia) contemporani i deixeble d'Isòcrates d'Atenes.
Encara que es diu que era un escriptor tràgic sembla que va ser més aviat un sofista o un gramàtic. Va ser l'autor d'una obra anomenada τραγῳδούμενα, en sis llibres, que parlava dels temes utilitzats pels escriptors tràgics grecs i sobre la manera com havien tractat els seus mites.